# 河內博物館
河内博物馆（越南语：／）位於越南河內市還劍郡，主要展览有關北越政權建立後其首都河内相關的文物。
河內博物館開館於2010年，收藏了十萬件以上的李朝時期到阮朝時期的石器、铜、陶、瓷器等文物。

## 歷史
為了慶祝河內建城1000周年，越南政府耗費鉅資建造河内博物馆，其新建築坐落在南慈廉郡国家会议中心附近，呈倒金字塔型，以四樓面積最大，愈往低層樓則面積越小。這棟新建築由德國GMP - ILAG團隊設計，高約30.7公尺，地上4層，地下2層。建築面積約12000平方米左右，園區總面積則達到約54000平方公尺，其落成于2010年10月6日，估计有50,000件文物在这里展示。在2016年8月被網站《INSIDER》評為「世界上最美麗的36個博物館」之一。